# Riserva naturale Sasso Malascarpa
La riserva naturale Sasso Malascarpa è un'area naturale protetta della Lombardia situata tra i comuni di Canzo e di Valmadrera. Nel 2004 il Sasso Malascarpa è stato classificato come sito di importanza comunitaria. La riserva deriva il suo nome da un adattamento italiano del toponimo Mascarpa, variante del termine lombardo maschèrpa (asse per la colatura del siero del latte), con cui viene chiamato un ammasso roccioso che ricorda la forma di tale oggetto. Il Sasso ospita alcuni fossili di bivalve.

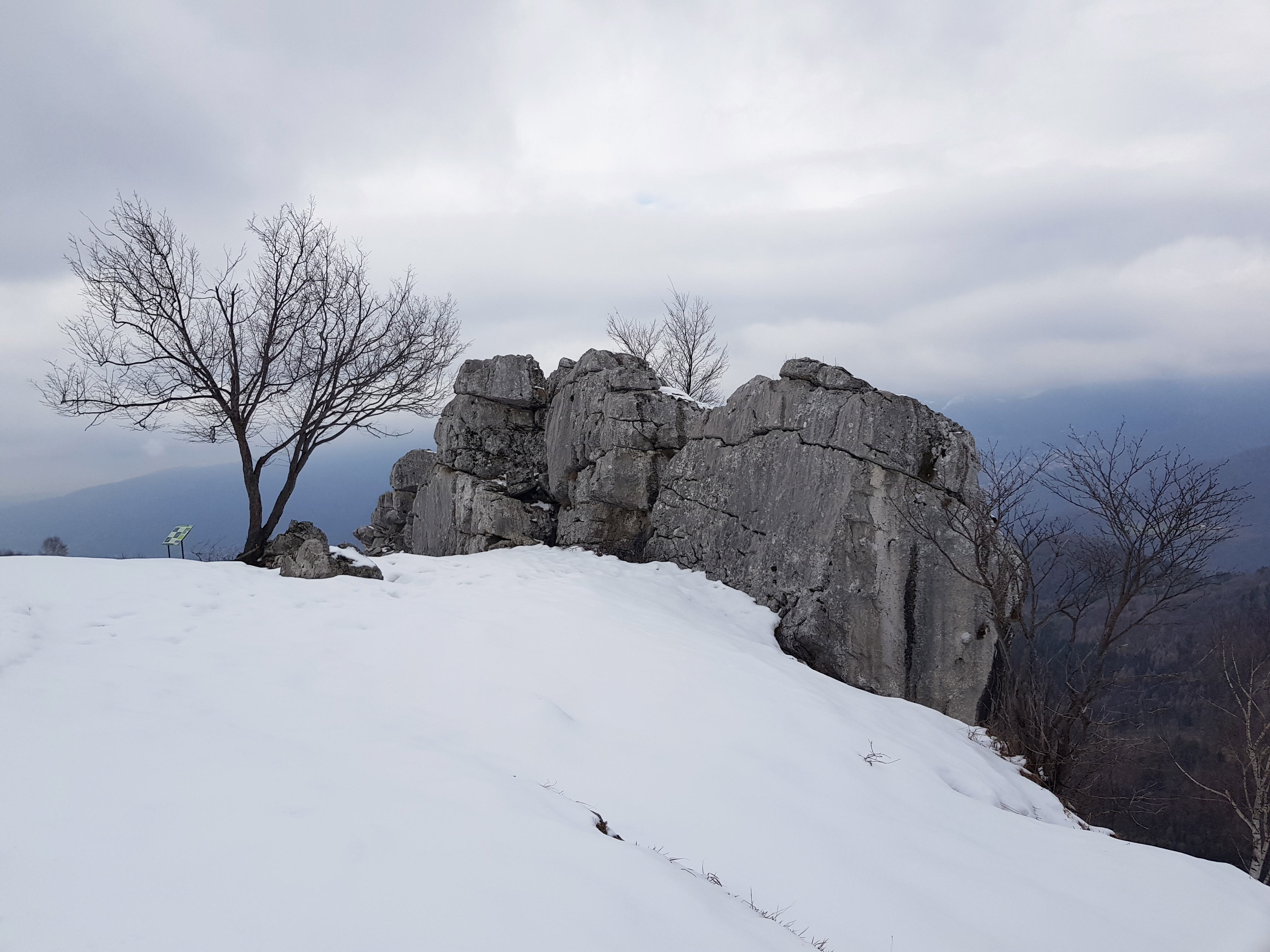
Vista su parte della bastionata calcarea del Sasso Malascarpa

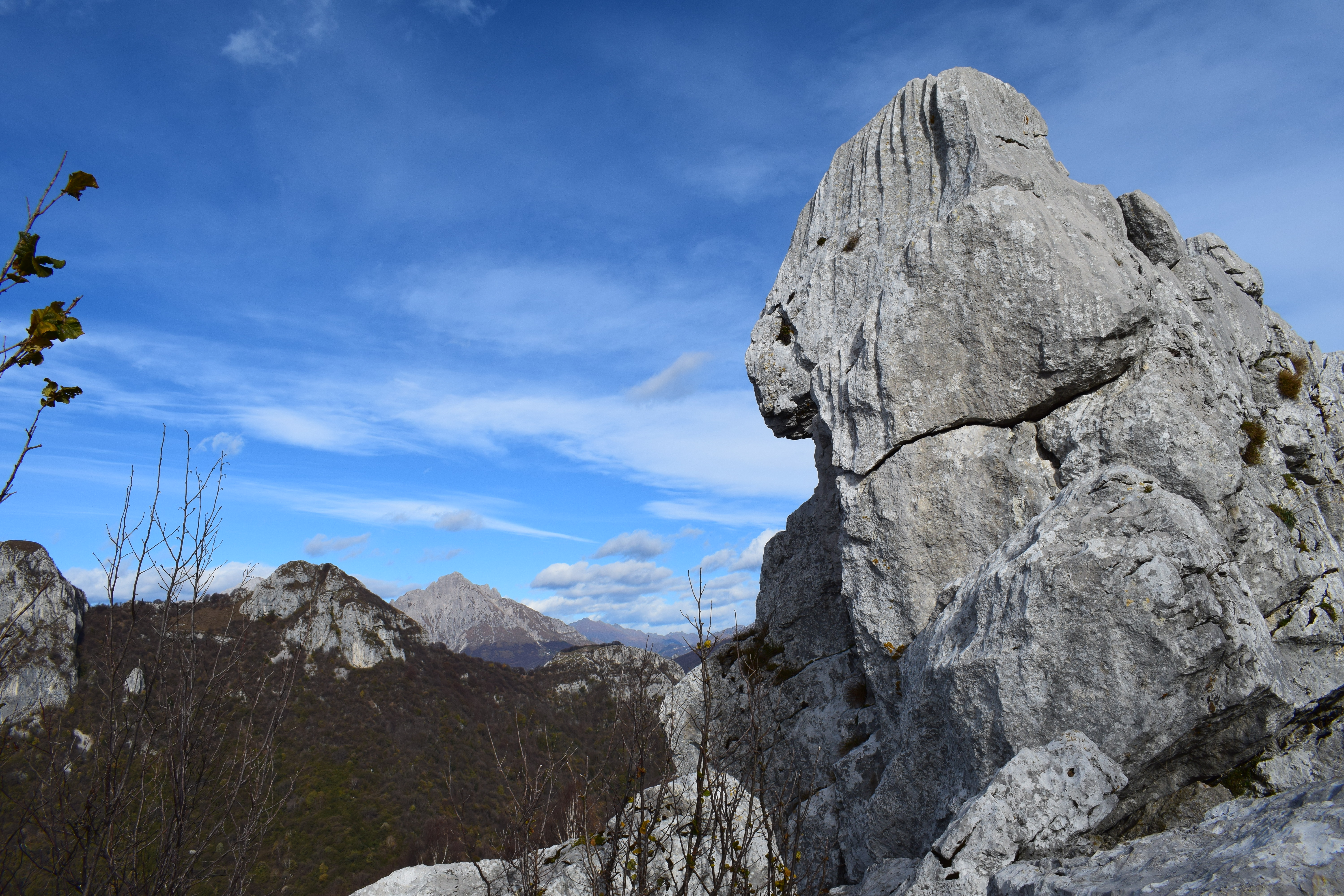
Parte del Sasso Malascarpa, sullo sfondo i Corni di Canzo e la Grignetta